# Bearsville (New York)
Bearsville ist eine Ansiedlung im Ulster County, New York, USA, die zur Stadt (Town) Woodstock gehört. Sie liegt an der New York State Route 212 im Catskill State Park westlich der Ortschaft Woodstock.
Bearsville wurde nicht nach den zahlreichen einheimischen Schwarzbären benannt, sondern nach dem deutschen Händler und Ladenbesitzer Christian Baehr, der 1839 am Sawkill Creek ein Geschäft eröffnete.
In Bearsville befanden sich die Bearsville Studios und der Sitz von Bearsville Records. Heute ist das Bearsville Theater ein Anziehungspunkt im Ort.